# Dorzecze

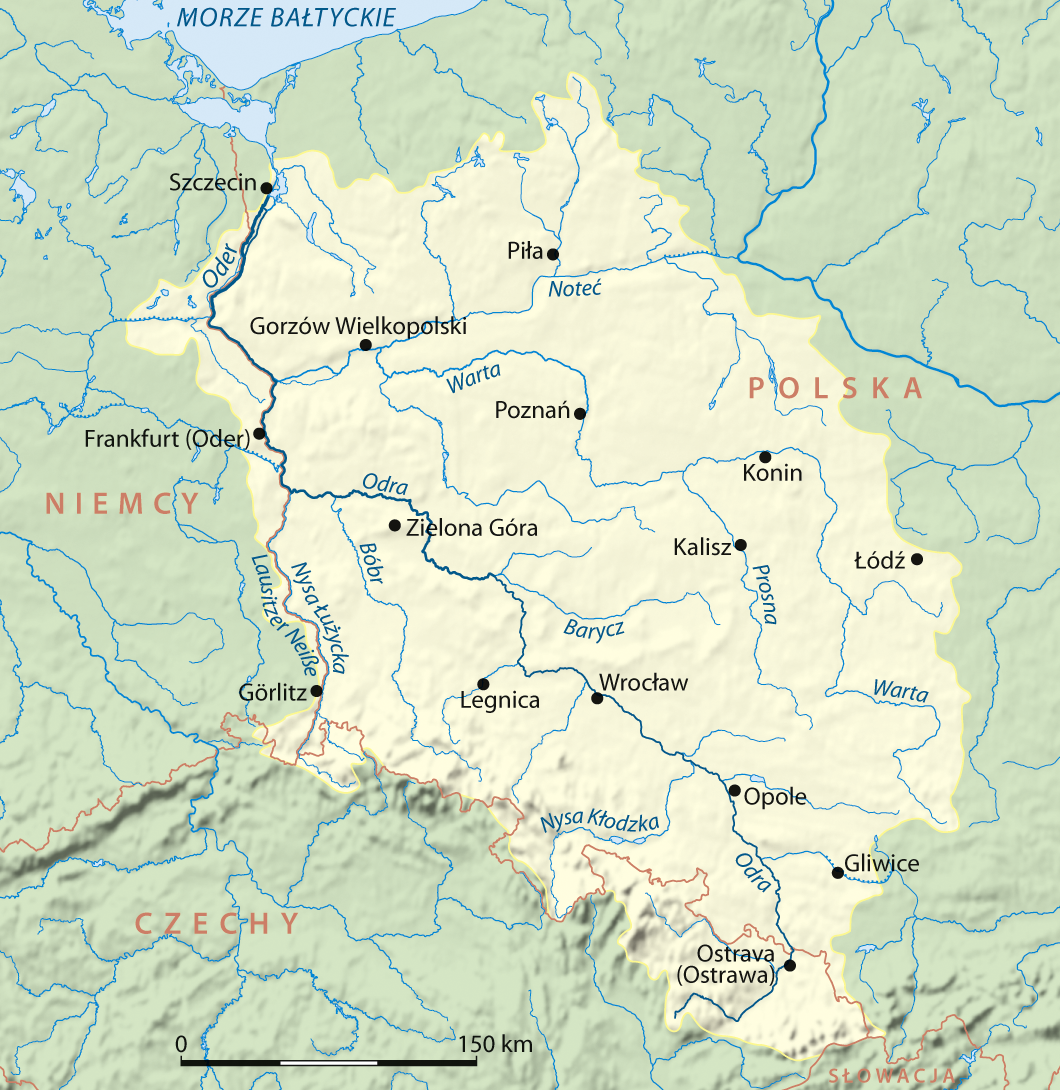
Mapa dorzecza Odry – zaznaczona rzeka główna (Odra) i jej dopływy; obszar dorzecza zaznaczony kolorem jasnożółtym

Dorzecze – obszar lądu, z którego wody powierzchniowe spływają do jednej rzeki i ostatecznie do jej ujścia.
W skład dorzecza wchodzą: rzeka, dla której określane jest dorzecze, jej przyrzecze (obszar wzdłuż rzeki) oraz jej dopływy wraz z ich dorzeczami. Dorzecze rzeki uchodzącej do morza lub innego akwenu określa się mianem dorzecza I rzędu. Dorzecza dopływów takiej rzeki – dorzeczami II rzędu, ich dopływów – dorzeczami III rzędu, itd.
Pojęcie „dorzecza” wprowadzone zostało w 1851 roku przez Wincentego Pola w podręczniku Hydrografia. Podobnym choć szerszym znaczeniowo pojęciem jest zlewnia, która definiowana może być także dla innych obiektów hydrologicznych, np. dla jeziora lub bagna.
Znaczenie terminu „dorzecze” bywa zawężane do zlewni rzek głównych (tj. uchodzących do morza i innych dużych akwenów). Zdefiniowany jest on w ten sposób w prawodawstwie polskim i europejskim. Rzadziej pojęcie dorzecza stosowane jest także w odniesieniu do obszaru, z którego wody spływają do danego odcinka rzeki (np. „dorzecze górnej Wisły”).
Granicę między dwoma sąsiednimi dorzeczami nazywa się działem wodnym. Zbiór dorzeczy rzek uchodzących do jednego morza lub innego akwenu nazywa się zlewiskiem.

## Dorzecza I rzędu w Polsce
Na terytorium Polski znajdują się w całości lub w części dorzecza I rzędu:
- Wisły,
- Odry,
- Niemna,
- Łaby,
- Dniestru,
- Dunaju

oraz mniejszych rzek wpadających do Bałtyku, takich jak Pregoła, Wkra, Parsęta, Rega i inne.